# Guo Pei
Guo Pei (chinois traditionnel : 郭培, prononciation [ku̯ó pʰěɪ̯], née en 1967) est une créatrice de mode chinoise. Elle est particulièrement connue pour avoir habillé de nombreuses célébrités chinoises ainsi que l'artiste barbadienne Rihanna lors du Met Ball 2015. Guo Pei est la première créatrice désignée Membre invité de la Chambre syndicale de la haute couture à être née et à avoir vécu en Asie. En 2016, elle est élue par Time Magazine comme étant l'une des 100 personnes les plus Influentes au monde.

## Jeunesse et éducation

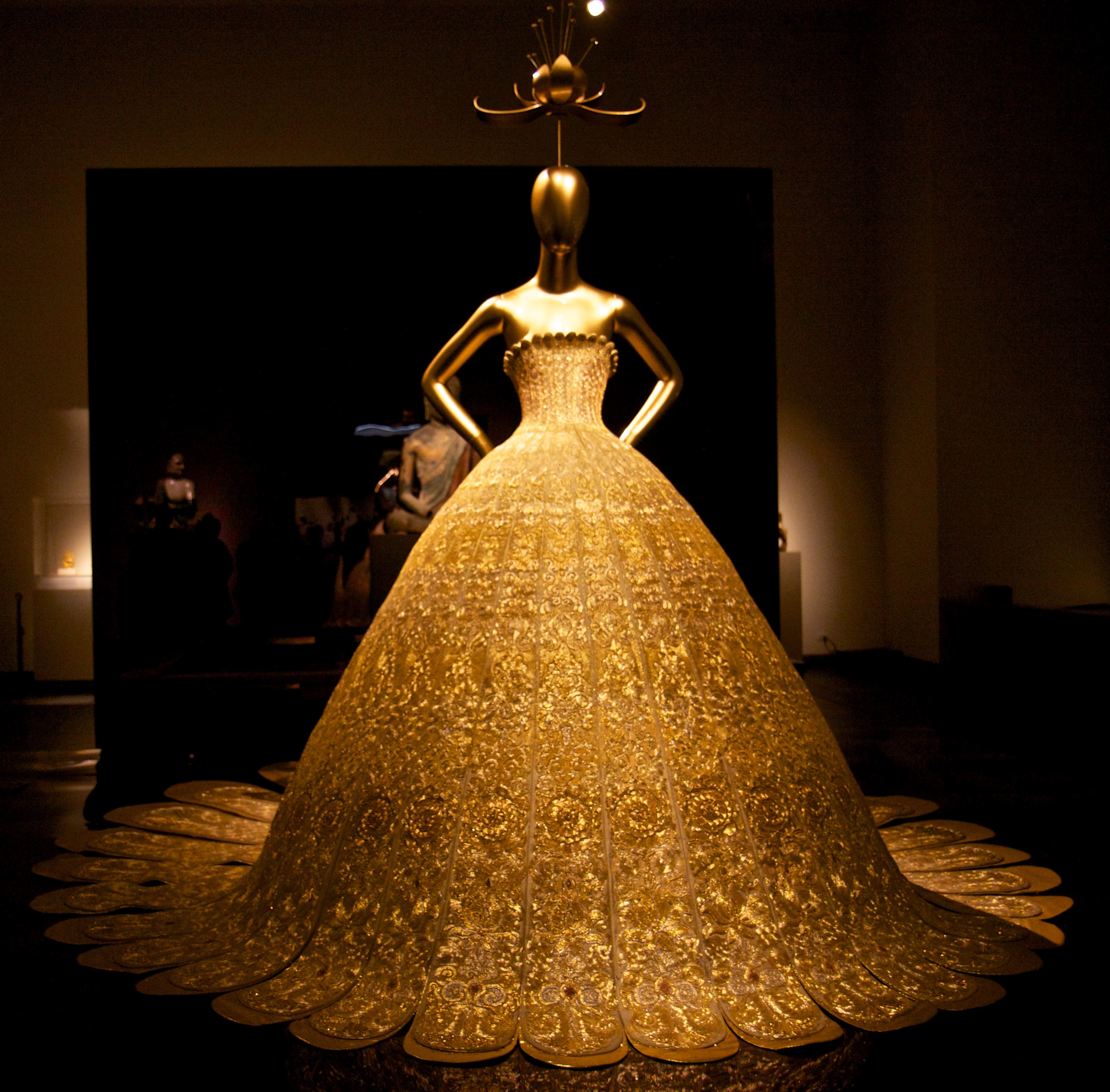
Robe de soirée Guo Pei en soie brodée de sequins d'or et exposée au Metropolitan Museum of Art lors de l'exposition China: Through the Looking Glass,.

Guo est née à Pékin en 1967. Son père était un haut fonctionnaire chinois et sa mère enseignante en jardin d'enfants. Après avoir étudié le stylisme à la Beijing Second Light Industry School, elle sort diplômée en 1986. Trois ans plus tard, Guo Pei devient styliste en chef de l'un des premiers studios de création privé de Pékin après la Révolution culturelle. Elle quitte le studio en 1997 pour créer sa propre entreprise.

## Carrière
Installée à Pékin, Guo Pei est fortement inspirée du style de la cour impériale traditionnelle chinoise. Nombreuses de ses créations sont ornées de soie, fourrure et broderies. Les créations de Guo Pei ont été utilisées lors des Jeux olympiques d'été de 2008 ainsi que pour l'annuel Gala de Nouvel An de CCTV,. Elle a créé la robe portée par Song Zuying lors de son duo avec Plácido Domingo lors de la cérémonie de clôture des Jeux olympiques d'été 2008. La robe a nécessité deux semaines de travail et est ornée de 200 000 cristaux Swarovski cousus à la main.
Sa collection intitulée « Mille et Deux Nuits » a été présentée lors de la China Fashion Week en novembre 2009. La mannequin Carmen Dell'Orefice est apparue lors du défilé portant une robe de soirée blanche ornée de fourrure qui a nécessité quatre personnes pour soutenir sa traîne. Dell’Orefice a d'ailleurs comparé Guo Pei à Charles James. Guo Pei s'est occupé des costumes du film The Monkey King en 2014. Le maquillage et les costumes ont été nommés pour un Hong Kong Film Award l'année d'après mais à laisser le titre à Man Lim Chung, pour The Golden Era.
En 2008, Guo Pei a créé une robe couleur canari ornée de fourrure et d'une traîne circulaire. Il aura fallu à son équipe 50 000 heures de travail ainsi de deux ans pour terminer cette robe pesant environ 25 kg. La chanteuse Rihanna a découvert cette robe sur internet lors de sa recherche de créateurs pour le Gala du Metropolitan Museum de New York, le thème de cette année étant la Chine. Selon Guo Pei, elle aurait accepté de prêter cette robe mais était inquiète pour la chanteuse étant donné le poids de cette création. Rihanna est apparue sur le tapis rouge aidée de trois personnes pour tenir sa traine. Ce look impressionnant a créé le buzz sur internet et a fait la couverture du numéro spécial de Vogue. Cette exposition media a permis à Guo Pei de se faire connaître dans le monde occidental.
Le travail de Guo Pei était exposé au Metropolitan Museum of Art de New York, lors de l'exposition ‘China: Through the Looking Glass’. En 2016, Guo Pei est devenue « Membre invité » de la Chambre syndicale de la haute couture. Sa première collection a été montrée lors de la Semaine de la couture printemps-été en janvier 2016. Cette dernière était inspirée par les fleurs (symbole de la féminité) et le phénix (symbole de paix et de pureté). La collection était inspirée du savoir-faire ancestral chinois : fils d'or, broderies faites à la main et robes à traînes.